# Matt Faessler
Pas d'image ? Cliquez ici

a Compétitions nationales et continentales officielles uniquement.

b Matchs officiels uniquement.
Dernière mise à jour le 7 août 2025.
Matt Faessler, né le 21 décembre 1998 à Toowoomba (Australie), est un joueur international australien de rugby à XV évoluant au poste de talonneur avec la franchise des Queensland Reds en Super Rugby depuis 2022.
Son grand-père, Vince Bermingham (en), est également un joueur international australien de rugby à XV.

## Biographie

### Jeunesse et formation
Matt Faessler naît et grandit à Toowoomba dans l'état du Queensland en Australie. Il est le petit-fils de Vince Bermingham (en), ancien joueur international australien de rugby à XV dans les années 1930.
Faessler pratique lui aussi le rugby à XV, tout d'abord au sein de l'University of Southern Queenslands Saints Rugby Club Toowoomba en catégorie des moins de cinq ans où il évolue tout d'abord au poste de pilier avant d'être déplacé à la position de talonneur.
Au niveau scolaire, il fait partie de la Toowoomba Grammar School (en).
Durant sa jeunesse, il fait partie de l'équipe première de la sélection de rugby à XV des Queensland Schoolboys (élèves des écoles du Queensland) en 2015 et en 2016 dont il est le capitaine,,. Il est également sélectionné avec l'équipe bis de la Australian Schoolboys rugby union team (en) (équipe scolaire australienne) : les Australian Schools Barbarians ; en 2016 également,.
En 2017, il fait partie de l'effectif des moins de 20 ans des Queensland Reds.
L'année suivante, il est sélectionné avec l'équipe d'Australie des moins de 20 ans pour participer au Championnat du monde junior 2018. Durant la compétition, il dispute seulement une rencontre contre l'Italie.

### Débuts seniors puis professionnels (2017 à 2022)
Matt Faessler joue en senior pour le club de Brothers Old Boys en Queensland Premier Rugby dès la fin de son parcours scolaire,.
En 2019, il fait partie de l'effectif de Queensland Country durant le National Rugby Championship 2019, où il dispute six rencontres, dont trois en qualité de titulaire.
Pour la saison 2021 de Super Rugby, il est inclus dans l'effectif des Queensland Reds. Cependant, il ne dispute aucune rencontre lors de cette saison.
L'année suivante, il fait ses débuts avec les Queensland Reds dans le Super Rugby lors de la saison 2022 face à la Western Force lorsqu'il remplace Josh Nasser (en),. Durant la saison, il s'impose comme le deuxième talonneur de l'effectif après la blessure d'Alex Mafi (en), il dispute un total de douze rencontres et connaît ses trois premières titularisations en fin de saison. À l'issue de la saison, il est tout d'abord laissé libre par les Reds et dispute donc le Shute Shield avec Randwick durant l'été 2022, avec qui il joue six rencontres et inscrit quatre essais. Cependant, il signe tout de même une prolongation d'une année supplémentaire avec la franchise australienne pendant ce même été.
En juin 2022, il est sélectionné en équipe d'Australie A (en) (équipe réserve nationale) pour participer à la Coupe des nations du Pacifique. Durant la compétition, il est titularisé lors d'une rencontre face aux Fidji et est remplaçant contre les Tonga.

### Titulaire avec les Queenslands Reds et international australien (depuis 2023)
Pendant la saison 2023 de Super Rugby, il s'impose comme le talonneur titulaire de l'effectif des Reds. Il inscrit notamment son premier essai avec ces derniers lors d'une large victoire 71 à 20 contre la Western Force dans le cadre de la deuxième journée. Six journées plus tard, il délivre une bonne performance en inscrivant un doublé décisif lors d'une victoire 40 à 28 chez les Moana Pasifika,. Durant la saison, il dispute un total de quinze rencontres en étant titulaire à treize reprises et inscrit six essais. Après cet exercice, il signe une nouvelle prolongation de contrat le liant jusqu'en 2025 avec la franchise du Queensland.
En juin 2023, il est sélectionné pour la première fois avec l'équipe d'Australie par Eddie Jones pour participer au Rugby Championship 2023. Le 5 août 2023, il connaît sa première cape internationale lorsqu'il entre en jeu à la place de Dave Porecki lors d'un test match contre la Nouvelle-Zélande. Cinq jours plus tard, il est annoncé au sein du groupe australien de 33 joueurs sélectionnés pour disputer la Coupe du monde 2023 en France. Pendant la compétition, il participe à trois matchs de la phase de poule, tous en tant que remplaçant. Son équipe est éliminée dès cette phase.
Durant la saison 2024 de Super Rugby, il est titulaire avec les Queensland Reds et inscrit huit essais en quatorze rencontres. À l'issue de la saison, il est convoqué pour les test matchs estivaux avec les Wallabies. Dès le premier match contre le pays de Galles, il connaît sa première titularisation en équipe nationale et réalise une bonne performance lors du succès des siens. Il est ensuite convoqué pour le Rugby Championship. Pendant la compétition, il participe à cinq rencontres en tant que titulaire et inscrit son premier essai en sélection, contre la Nouvelle-Zélande le 21 septembre. Durant l'automne, il est convoqué pour la tournée en Europe. Contre le pays de Galles, il inscrit un triplé, devenant le premier talonneur australien à réussir cette performance en match international, et contribue à la large victoire des Australiens 52 à 20 sur le sol gallois. Cependant, il est forfait pour le match suivant.
Lors de la saison 2025 de Super Rugby, il subit plusieurs blessures et ne dispute que six matchs,. Pendant la saison, il signe une prolongation de contrat le liant désormais jusqu'en 2027 avec les Queensland Reds et la Fédération australienne. Début juillet suivant, il est retenu avec les Wallabies pour la série de test matchs contre les Lions britanniques et irlandais. Titulaire lors du premier test perdu 19 à 27, il est ensuite hors de la feuille de match pour le second test et forfait pour le dernier,. L'Australie perd la série avec deux défaites et un succès. Début août, il n'est pas convoqué pour le début du Rugby Championship 2025 en raison de sa blessure contractée durant la série contre les Lions.

## Statistiques

### En équipe nationale
Au 7 août 2025, Matt Faessler compte 15 capes en équipe d'Australie, dont 10 en tant que titulaire, depuis le 5 août 2023 contre la équipe de Nouvelle-Zélande à Dunedin. Il inscrit quatre essais, vingt points.
Il participe à une édition de la Coupe du monde en 2023, disputant trois rencontres en tant que remplaçant.